# Podpalaczki

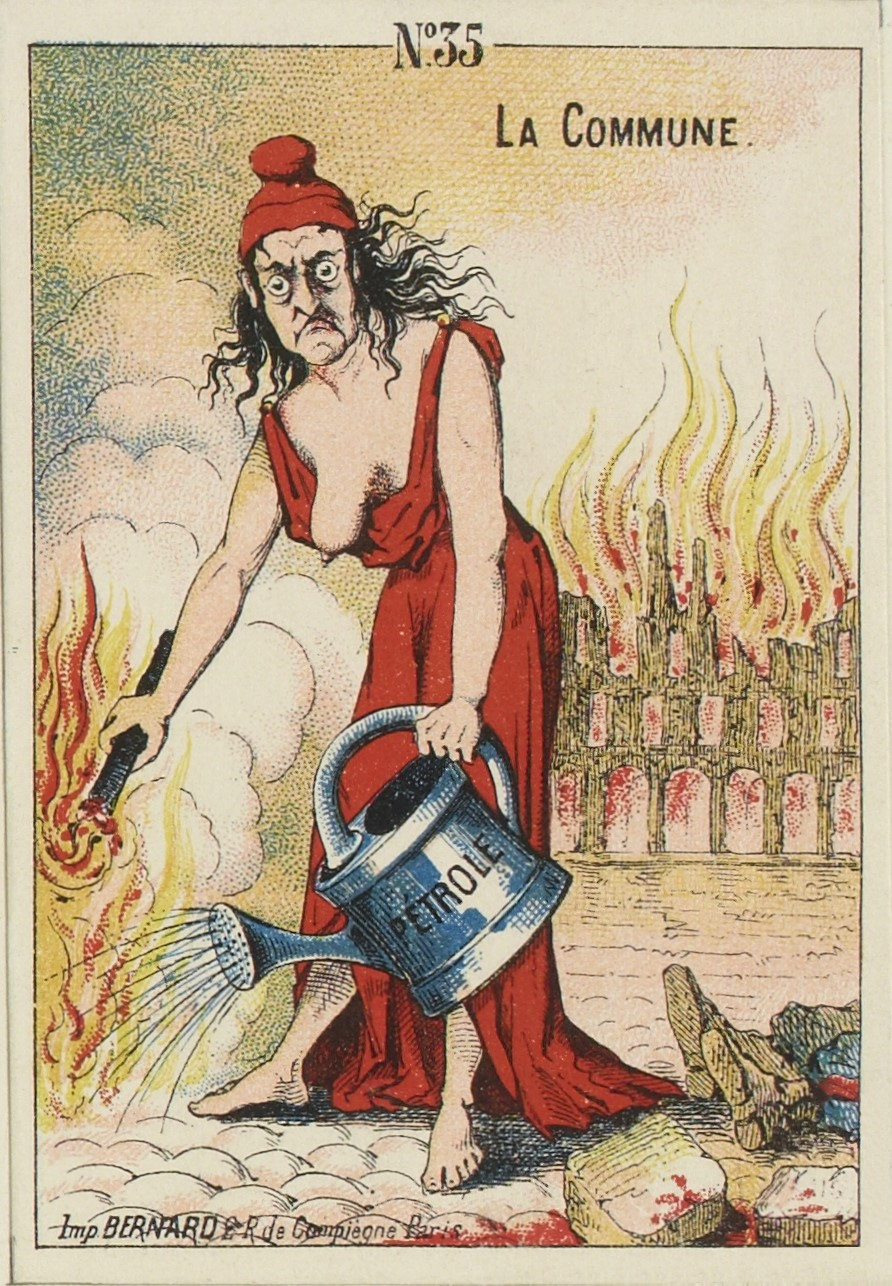
Podpalaczka na pocztówce propagandowej wydanej przez rząd francuski w czerwcu 1871 roku

Podpalaczki (fr. pétroleuses) – określenie występujące w propagandzie wojsk wersalskich (rządowych), w czasie krwawego tygodnia oraz po upadku Komuny Paryskiej w odniesieniu do kobiet z niższych klas społecznych, które miały przy pomocy substancji zbliżonych do koktajlu Mołotowa podpalać w ostatnich dniach walk budynki publiczne oraz prywatne domy w zamożnych dzielnicach miasta. W kolejnych latach określenie to zostało rozciągnięte na wszystkie kobiety, które uczestniczyły w Komunie. Według nowszych ustaleń działalność podpalaczek została najprawdopodobniej całkowicie wymyślona przez propagandzistów rządowych. 
W oficjalnej propagandzie podpalaczki były przedstawiane jako odrażająco brzydkie, nędznie ubrane kobiety (najczęściej robotnice), poruszające się w grupach po Paryżu i na własną rękę dokonujące celowych podpaleń przy pomocy substancji przenoszonych w pojemnikach na mleko. Ich działalności wersalczycy przypisywali zniszczenie w ostatnich dniach Komuny Paryskiej pałacu Tuileries, ratusza oraz całych kwartałów domów w rejonie ulicy Rivoli. Podpalaczki były również przedstawiane jako winne aktów wandalizmu dokonywanych w domach zamożniejszych obywateli miasta, którzy uciekli z niego w obawie przed komunardami. Dla prorządowej prasy były jednym z symboli barbarzyństwa Komuny Paryskiej, które musiało zostać krwawo zwalczone. Nie twierdzono natomiast, jakoby podpalaczki były inspirowane przez Radę Komuny Paryskiej, lecz tłumaczono ich pojawienie się „kobiecą histerią”, która miała objawiać się w momencie, gdy kobieta zacznie angażować się w politykę. 
Wbrew wszechobecności postaci podpalaczek w oficjalnej propagandzie, w czasie procesów komunardów żadna kobieta nie została skazana za świadome dokonywanie podpaleń. Ustalono również, że budynki spalone w krwawym tygodniu zostały zniszczone przez wycofujących się gwardzistów narodowych lub w czasie walk między komunardami a wersalczykami, natomiast nie można mówić o szczególnej roli kobiet w organizowaniu i wykonywaniu podpaleń. 